# Belizes flagga
Belizes flagga antogs den 21 september 1981. Den är blå med smala röda band längs övre och undre kanten. På mitten finns Belizes riksvapen på en stor vit skiva. Den blå färgen representerar det statsbärande partiet PUP, och de femtio löven i statsvapnet refererar till året 1950 då PUP kom till makten. Flaggan användes inofficiellt redan före självständigheten, och när den blev officiell 1981 lade man till två röda band som representerar oppositionen. De båda figurerna i statsvapnet i flaggans mitt håller en yxa respektive en åra, vilket står för den viktiga skogsindustrin och sjöfarten. I det nedersta fältet i den vapensköld som finns mellan figurerna finns ett fartyg med en röd flagga som kan tolkas som den brittiska Red Ensign. Bandslingan längst ned i vapnet innehåller Belizes valspråk Sub Umbra Floreo. Flaggans proportioner är 2:3.